# Siedlęcin
Siedlęcin est une localité polonaise de la gmina de Jeżów Sudecki, située dans le powiat de Jelenia Góra en voïvodie de Basse-Silésie.